# Gare de Pouzauges
La gare de Pouzauges est une gare ferroviaire française de la ligne des Sables-d'Olonne à Tours, située sur le territoire de la commune de La Meilleraie-Tillay, dans le département de la Vendée en région Pays de la Loire. 
C'est une halte ferroviaire de la Société nationale des chemins de fer français (SNCF), desservie par des trains TER Pays de la Loire et notamment le « train des plages » circulant entre Saumur et Les Sables-d'Olonne depuis 2013,.

## Situation ferroviaire
Établie à 162 mètres d'altitude, la gare de Pouzauges est située au point kilométrique (PK) 93,098 de la ligne des Sables-d'Olonne à Tours, entre les gares ouvertes de Chantonnay et de Cerizay. Elle est séparée de Chantonnay par les gares fermées de Sigournais, Chavagnes-les-Redoux, et La Meilleraie et de Cerizay par la gare fermée de Saint-Mesmin-le-Vieux.

## Histoire
Le 20 mai 1869 la décision est prise d'installer une station intermédiaire à « Pouzauges » pour la ligne de Napoléon-Vendée à Bressuire.
L'usine principale et historique du groupe agroalimentaire vendéen Fleury Michon y a possédé un embranchement actif jusque dans les années 70, avec des envois réguliers de produits frais (wagons STEF[Quoi ?]).[réf. nécessaire]

## Service des voyageurs

### Accueil
Halte SNCF, c'est un point d'arrêt non géré (PANG) à accès libre. Le guichet ayant été fermé en 2010, le bâtiment voyageurs n'est plus accessible.

### Desserte

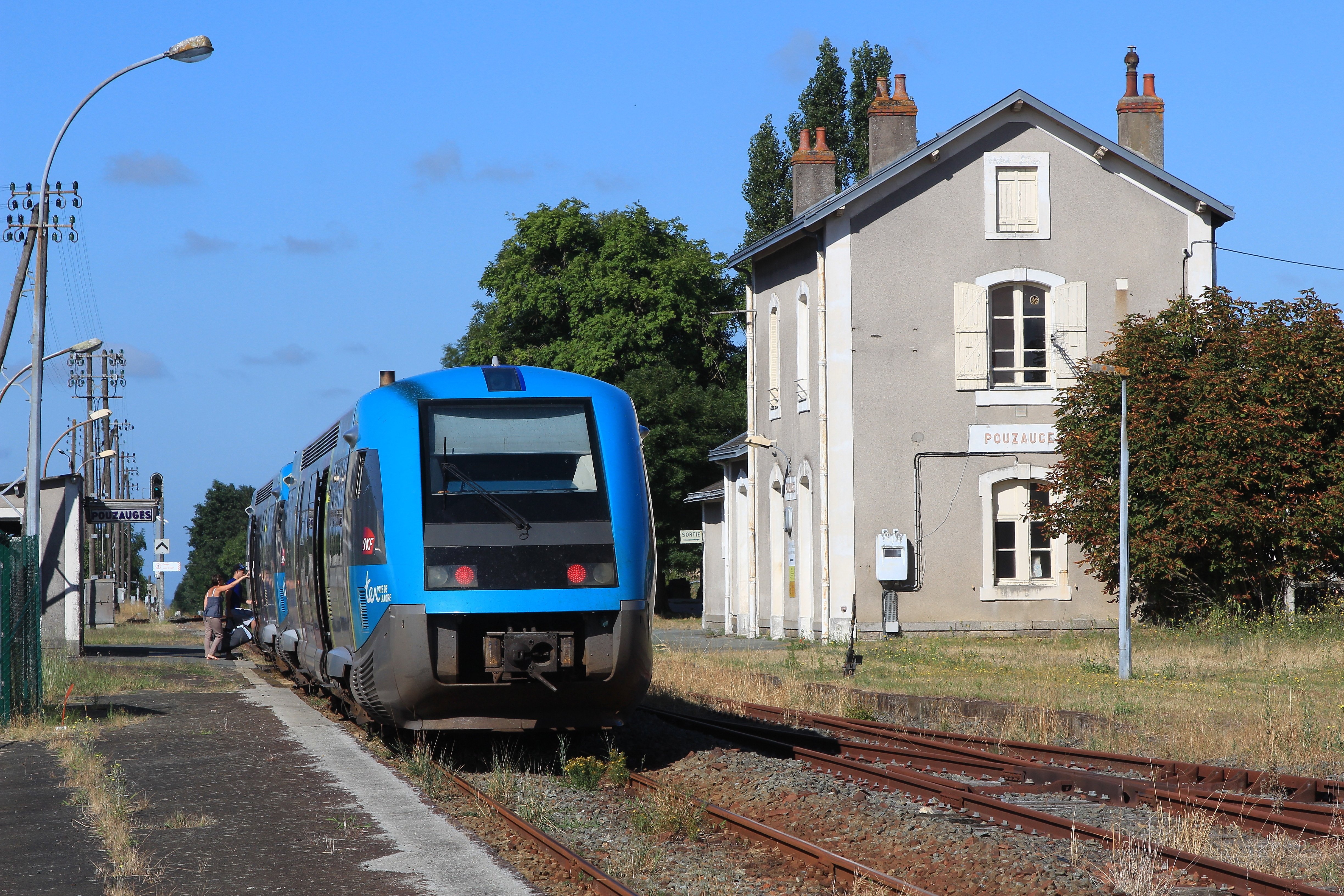
Le train des plages circulant entre Saumur et Les Sables-d'Olonne en gare.

Pouzauges est desservie par des trains TER Pays de la Loire : un aller-retour La Roche-sur-Yon - Tours via Saumur en semaine de septembre à juin et le train des plages circulant entre Les Sables-d'Olonne et Saumur (samedis, dimanches et fêtes en mai, juin et septembre, tous les jours en juillet et août).

## Service des marchandises
Cette gare est ouverte au service du fret (toutes marchandises et desserte d'installation terminale embranchée).
Elle possède toujours ses équipements de sécurité opérationnels et notamment un évitement qui permet le croisement des trains, dans le cadre du cantonnement téléphonique (espacement des trains), et reste susceptible de rouvrir occasionnellement à cette fin. 